# Championnat de la ligue de snooker 2024
Le Championnat de la ligue 2024, est un tournoi de snooker professionnel de catégorie non-classée comptant pour la saison 2023-2024. Il se déroule du 2 janvier au 13 mars 2024 à la Morningside Arena de Leicester, en Angleterre. Il est parrainé par le groupe BetVictor, société britannique de paris sportifs.

## Déroulement

### Contexte avant le tournoi
Le tournoi est organisé en sept groupes de sept joueurs chacun. Chaque joueur qui remporte son groupe est qualifié pour le groupe des vainqueurs. Les joueurs qui ont terminé de la 1re à la 5e place passent au groupe suivant, tandis que les trois derniers sont éliminés du tournoi et laissent leur place à trois nouveaux joueurs. Le vainqueur du tournoi est celui qui remporte le groupe des vainqueurs. La ligue rassemble 23 joueurs qui obtiennent leur place par invitation.
Le double tenant du titre est John Higgins, qui avait remporté ce tournoi pour la quatrième fois de sa carrière l'an passé.

### Faits marquants
Kyren Wilson réalise un break maximum dans le groupe 3. John Higgins accomplit le même exploit pour la 13e fois de sa carrière dans le groupe 5, tout comme Joe O'Connor dans le groupe 7 (le 200e dans l'histoire du snooker).
Mark Selby remporte le tournoi pour la première fois de sa carrière en finale face à Joe O'Connor, sur le score de 3 manches à 1. O'Connor a sorti le spécialiste de l'épreuve John Higgins en demi-finale.

## Dotations
Pour le groupe des vainqueurs :
- Vainqueur : 10 000 £
- Finaliste : 5 000 £
- Demi-finaliste : 3 000 £
- Manches gagnées (pendant la phase en groupe) : 200 £
- Manches gagnées (pendant les play-offs) : 300 £
- Meilleur break : 1 000 £

Pour les groupes 1 à 7 :
- Vainqueur : 3 000 £
- Finaliste : 2 000 £
- Demi-finaliste : 1 000 £
- Manches gagnées (pendant la phase en groupe) : 100 £
- Manches gagnées (pendant les play-offs) : 300 £
- Meilleur break : 500 £

Dotation totale maximale : 205 000 £ (dépend du nombre de manches disputées)

## Groupe 1
Ces rencontres se déroulent du 2 au 3 janvier 2024. Tous les matchs sont disputés au meilleur des cinq manches.

### Matchs
| - Kyren Wilson 3–0 Stuart Bingham - Ryan Day 3–2 Gary Wilson - Kyren Wilson 3–0 Chris Wakelin - Robert Milkins 0–3 Noppon Saengkham - Ryan Day 3–1 Stuart Bingham - Chris Wakelin 3–2 Noppon Saengkham - Kyren Wilson 1–3 Ryan Day | - Robert Milkins 1–3 Gary Wilson - Ryan Day 3–2 Chris Wakelin - Stuart Bingham 3–2 Gary Wilson - Robert Milkins 0–3 Chris Wakelin - Kyren Wilson 3–2 Noppon Saengkham - Robert Milkins 1–3 Stuart Bingham - Gary Wilson 3–2 Noppon Saengkham | - Robert Milkins 3–2 Ryan Day - Gary Wilson 3–2 Chris Wakelin - Ryan Day 3–2 Noppon Saengkham - Chris Wakelin 2–3 Stuart Bingham - Kyren Wilson 3–1 Robert Milkins - Stuart Bingham 3–2 Noppon Saengkham - Kyren Wilson 3–2 Gary Wilson |

### Tableau
| Pos. | Joueur           | J | G | P | Mp | Mc | D   |                                              |
| ---- | ---------------- | - | - | - | -- | -- | --- | -------------------------------------------- |
| 1    | Ryan Day         | 6 | 5 | 1 | 17 | 11 | +6  | Qualification pour les play-offs du groupe 1 |
| 2    | Kyren Wilson     | 6 | 5 | 1 | 16 | 8  | +8  | Qualification pour les play-offs du groupe 1 |
| 3    | Stuart Bingham   | 6 | 4 | 2 | 13 | 13 | 0   | Qualification pour les play-offs du groupe 1 |
| 4    | Gary Wilson      | 6 | 3 | 3 | 15 | 14 | +1  | Qualification pour les play-offs du groupe 1 |
| 5    | Chris Wakelin    | 6 | 2 | 4 | 12 | 14 | -2  | Qualification pour le groupe 2               |
| 6    | Noppon Saengkham | 6 | 1 | 5 | 13 | 15 | -2  | Élimination de la compétition                |
| 7    | Robert Milkins   | 6 | 1 | 5 | 6  | 17 | -11 | Élimination de la compétition                |

### Play-offs
|  | Demi-finales au meilleur des 5 manches | Demi-finales au meilleur des 5 manches |   |  | Finale au meilleur des 5 manches | Finale au meilleur des 5 manches |  |
|  |                                        |                                        |   |  |                                  |                                  |  |
|  | Ryan Day                               | 2                                      |   |  |                                  |                                  |  |
|  | Gary Wilson                            | 3                                      |   |  |                                  |                                  |  |
|  |                                        |                                        |   |  | Gary Wilson                      | 0                                |  |
|  |                                        | Stuart Bingham                         | 3 |  |                                  |                                  |  |
|  | Kyren Wilson                           | 0                                      |   |  |                                  |                                  |  |
|  | Stuart Bingham                         | 3                                      |   |  |                                  |                                  |  |

## Groupe 2
Ces rencontres se déroulent du 4 au 5 janvier 2024. Tous les matchs sont disputés au meilleur des cinq manches.

### Matchs
| - Mark Selby 1–3 Kyren Wilson - Ali Carter 3–0 Gary Wilson - Mark Selby 3–1 Ryan Day - Chris Wakelin 3–0 Matthew Selt - Gary Wilson 3–0 Ryan Day - Kyren Wilson 3–1 Matthew Selt - Mark Selby 1–3 Matthew Selt | - Ali Carter 0–3 Chris Wakelin - Ryan Day 2–3 Matthew Selt - Kyren Wilson 3–0 Chris Wakelin - Ali Carter 3–0 Ryan Day - Mark Selby 3–1 Gary Wilson - Kyren Wilson 1–3 Ali Carter - Gary Wilson 2–3 Chris Wakelin | - Ali Carter 3–2 Matthew Selt - Ryan Day 2–3 Chris Wakelin - Gary Wilson 3–0 Matthew Selt - Kyren Wilson 3–1 Ryan Day - Mark Selby 3–0 Ali Carter - Mark Selby 3–1 Chris Wakelin - Kyren Wilson 0–3 Gary Wilson |

### Tableau
| Pos. | Joueur        | J | G | P | Mp | Mc | D   |                                              |
| ---- | ------------- | - | - | - | -- | -- | --- | -------------------------------------------- |
| 1    | Mark Selby    | 6 | 4 | 2 | 14 | 9  | +5  | Qualification pour les play-offs du groupe 2 |
| 2    | Kyren Wilson  | 6 | 4 | 2 | 13 | 9  | +4  | Qualification pour les play-offs du groupe 2 |
| 3    | Chris Wakelin | 6 | 4 | 2 | 13 | 10 | +3  | Qualification pour les play-offs du groupe 2 |
| 4    | Ali Carter    | 6 | 4 | 2 | 12 | 9  | +3  | Qualification pour les play-offs du groupe 2 |
| 5    | Gary Wilson   | 6 | 3 | 3 | 12 | 9  | +3  | Qualification pour le groupe 3               |
| 6    | Matthew Selt  | 6 | 2 | 4 | 9  | 15 | -6  | Élimination de la compétition                |
| 7    | Ryan Day      | 6 | 0 | 6 | 6  | 18 | -12 | Élimination de la compétition                |

### Play-offs
|  | Demi-finales au meilleur des 5 manches | Demi-finales au meilleur des 5 manches |   |  | Finale au meilleur des 5 manches | Finale au meilleur des 5 manches |  |
|  |                                        |                                        |   |  |                                  |                                  |  |
|  | Mark Selby                             | 3                                      |   |  |                                  |                                  |  |
|  | Ali Carter                             | 1                                      |   |  |                                  |                                  |  |
|  |                                        |                                        |   |  | Mark Selby                       | 2                                |  |
|  |                                        | Chris Wakelin                          | 3 |  |                                  |                                  |  |
|  | Kyren Wilson                           | 1                                      |   |  |                                  |                                  |  |
|  | Chris Wakelin                          | 3                                      |   |  |                                  |                                  |  |

## Groupe 3
Ces rencontres se déroulent du 5 au 6 février 2024. Tous les matchs sont disputés au meilleur des cinq manches.

### Matchs
| - Neil Robertson 1–3 Kyren Wilson - Mark Selby 3–2 Tom Ford - Neil Robertson 2–3 John Higgins - Gary Wilson 2–3 Xiao Guodong - Mark Selby 2–3 John Higgins - Kyren Wilson 3–0 Xiao Guodong - Neil Robertson 3–1 Xiao Guodong | - Tom Ford 0–3 Gary Wilson - John Higgins 2–3 Xiao Guodong - Kyren Wilson 0–3 Gary Wilson - John Higgins 2–3 Tom Ford - Mark Selby 3–1 Neil Robertson - Kyren Wilson 3–2 Tom Ford - Mark Selby 3–2 Gary Wilson | - Tom Ford 0–3 Xiao Guodong - John Higgins 3–0 Gary Wilson - Mark Selby 3–2 Xiao Guodong - Kyren Wilson 0–3 John Higgins - Neil Robertson 3–0 Tom Ford - Neil Robertson 3–0 Gary Wilson - Mark Selby 1–3 Kyren Wilson |

### Tableau
| Pos. | Joueur         | J | G | P | Mp | Mc | D   |                                              |
| ---- | -------------- | - | - | - | -- | -- | --- | -------------------------------------------- |
| 1    | John Higgins   | 6 | 4 | 2 | 16 | 10 | +6  | Qualification pour les play-offs du groupe 3 |
| 2    | Mark Selby     | 6 | 4 | 2 | 15 | 13 | +2  | Qualification pour les play-offs du groupe 3 |
| 3    | Kyren Wilson   | 6 | 4 | 2 | 12 | 10 | +2  | Qualification pour les play-offs du groupe 3 |
| 4    | Neil Robertson | 6 | 3 | 3 | 13 | 10 | +3  | Qualification pour les play-offs du groupe 3 |
| 5    | Xiao Guodong   | 6 | 3 | 3 | 12 | 13 | -1  | Qualification pour le groupe 4               |
| 6    | Gary Wilson    | 6 | 2 | 4 | 10 | 12 | -2  | Élimination de la compétition                |
| 7    | Tom Ford       | 6 | 1 | 5 | 7  | 17 | -10 | Élimination de la compétition                |

### Play-offs
|  | Demi-finales au meilleur des 5 manches | Demi-finales au meilleur des 5 manches |   |  | Finale au meilleur des 5 manches | Finale au meilleur des 5 manches |  |
|  |                                        |                                        |   |  |                                  |                                  |  |
|  | John Higgins                           | 3                                      |   |  |                                  |                                  |  |
|  | Neil Robertson                         | 0                                      |   |  |                                  |                                  |  |
|  |                                        |                                        |   |  | John Higgins                     | 0                                |  |
|  |                                        | Mark Selby                             | 3 |  |                                  |                                  |  |
|  | Mark Selby                             | 3                                      |   |  |                                  |                                  |  |
|  | Kyren Wilson                           | 0                                      |   |  |                                  |                                  |  |

## Groupe 4
Ces rencontres se déroulent du 7 au 8 février 2024. Tous les matchs sont disputés au meilleur des cinq manches.

### Matchs
| - Kyren Wilson 3–1 Barry Hawkins - John Higgins 3–2 Jimmy Robertson - Neil Robertson 0–3 Barry Hawkins - Ricky Walden 0–3 Xiao Guodong - Neil Robertson 3–0 Jimmy Robertson - Kyren Wilson 1–3 Xiao Guodong - Barry Hawkins 1–3 Jimmy Robertson | - John Higgins 1–3 Ricky Walden - Kyren Wilson 0–3 Jimmy Robertson - Neil Robertson 3–0 John Higgins - Kyren Wilson 3–2 Ricky Walden - Barry Hawkins 3–1 Xiao Guodong - Neil Robertson 1–3 Ricky Walden - John Higgins 3–2 Xiao Guodong | - Ricky Walden 3–0 Jimmy Robertson - Kyren Wilson 2–3 John Higgins - Neil Robertson 2–3 Kyren Wilson - Jimmy Robertson 3–2 Xiao Guodong - Barry Hawkins 3–0 Ricky Walden - John Higgins 3–1 Barry Hawkins - Neil Robertson 3–1 Xiao Guodong |

### Tableau
| Pos. | Joueur          | J | G | P | Mp | Mc | D  |                                              |
| ---- | --------------- | - | - | - | -- | -- | -- | -------------------------------------------- |
| 1    | John Higgins    | 6 | 4 | 2 | 13 | 13 | 0  | Qualification pour les play-offs du groupe 4 |
| 2    | Barry Hawkins   | 6 | 3 | 3 | 12 | 10 | +2 | Qualification pour les play-offs du groupe 4 |
| 3    | Neil Robertson  | 6 | 3 | 3 | 12 | 10 | +2 | Qualification pour les play-offs du groupe 4 |
| 4    | Kyren Wilson    | 6 | 3 | 3 | 12 | 14 | -2 | Qualification pour les play-offs du groupe 4 |
| 5    | Ricky Walden    | 6 | 3 | 3 | 11 | 11 | 0  | Qualification pour le groupe 5               |
| 6    | Jimmy Robertson | 6 | 3 | 3 | 11 | 12 | -1 | Élimination de la compétition                |
| 7    | Xiao Guodong    | 6 | 2 | 4 | 12 | 13 | -1 | Élimination de la compétition                |

### Play-offs
|  | Demi-finales au meilleur des 5 manches | Demi-finales au meilleur des 5 manches |   |  | Finale au meilleur des 5 manches | Finale au meilleur des 5 manches |  |
|  |                                        |                                        |   |  |                                  |                                  |  |
|  | John Higgins                           | 1                                      |   |  |                                  |                                  |  |
|  | Kyren Wilson                           | 3                                      |   |  |                                  |                                  |  |
|  |                                        |                                        |   |  | Kyren Wilson                     | 2                                |  |
|  |                                        | Neil Robertson                         | 3 |  |                                  |                                  |  |
|  | Barry Hawkins                          | 0                                      |   |  |                                  |                                  |  |
|  | Neil Robertson                         | 3                                      |   |  |                                  |                                  |  |

## Groupe 5
Ces rencontres se déroulent du 9 au 10 février 2024. Tous les matchs sont disputés au meilleur des cinq manches.

### Matchs
| - Barry Hawkins 3–1 Joe Perry - Fan Zhengyi 3–0 Kyren Wilson - Ricky Walden 2–3 David Gilbert - John Higgins 3–0 Joe Perry - Barry Hawkins 3–0 Ricky Walden - John Higgins 3–0 Fan Zhengyi - Joe Perry 2–3 Fan Zhengyi | - Kyren Wilson 3–0 David Gilbert - Barry Hawkins 3–1 Fan Zhengyi - Kyren Wilson 3–2 John Higgins - Barry Hawkins 3–0 David Gilbert - Joe Perry 2–3 Ricky Walden - Kyren Wilson 0–3 Ricky Walden - John Higgins 3–2 David Gilbert | - David Gilbert 2–3 Fan Zhengyi - Kyren Wilson 2–3 Barry Hawkins - Ricky Walden 1–3 Fan Zhengyi - John Higgins 0–3 Barry Hawkins - Joe Perry 0–3 David Gilbert - John Higgins 3–2 Ricky Walden - Kyren Wilson 2–3 Joe Perry |

### Tableau
| Pos. | Joueur        | J | G | P | Mp | Mc | D   |                                              |
| ---- | ------------- | - | - | - | -- | -- | --- | -------------------------------------------- |
| 1    | Barry Hawkins | 6 | 6 | 0 | 18 | 4  | +14 | Qualification pour les play-offs du groupe 5 |
| 2    | John Higgins  | 6 | 4 | 2 | 14 | 10 | +4  | Qualification pour les play-offs du groupe 5 |
| 3    | Fan Zhengyi   | 6 | 4 | 2 | 13 | 11 | +2  | Qualification pour les play-offs du groupe 5 |
| 4    | Ricky Walden  | 6 | 2 | 4 | 11 | 14 | -3  | Qualification pour les play-offs du groupe 5 |
| 5    | Kyren Wilson  | 6 | 2 | 4 | 10 | 14 | -4  | Qualification pour le groupe 6               |
| 6    | David Gilbert | 6 | 2 | 4 | 10 | 14 | -4  | Élimination de la compétition                |
| 7    | Joe Perry     | 6 | 1 | 5 | 8  | 17 | -9  | Élimination de la compétition                |

### Play-offs
|  | Demi-finales au meilleur des 5 manches | Demi-finales au meilleur des 5 manches |   |  | Finale au meilleur des 5 manches | Finale au meilleur des 5 manches |  |
|  |                                        |                                        |   |  |                                  |                                  |  |
|  | Barry Hawkins                          | 1                                      |   |  |                                  |                                  |  |
|  | Ricky Walden                           | 3                                      |   |  |                                  |                                  |  |
|  |                                        |                                        |   |  | Ricky Walden                     | 2                                |  |
|  |                                        | John Higgins                           | 3 |  |                                  |                                  |  |
|  | John Higgins                           | 3                                      |   |  |                                  |                                  |  |
|  | Fan Zhengyi                            | 2                                      |   |  |                                  |                                  |  |

## Groupe 6
Ces rencontres se déroulent du 26 au 27 février 2024. Tous les matchs sont disputés au meilleur des cinq manches.

### Matchs
| - Fan Zhengyi 3–1 Elliot Slessor - Ricky Walden 0–3 Joe O'Connor - Kyren Wilson 3–1 Sam Craigie - Pang Junxu 0–3 Elliot Slessor - Kyren Wilson 3–2 Fan Zhengyi - Pang Junxu 3–1 Joe O'Connor - Sam Craigie 0–3 Ricky Walden | - Joe O'Connor 1–3 Elliot Slessor - Pang Junxu 3–0 Ricky Walden - Fan Zhengyi 1–3 Joe O'Connor - Kyren Wilson 3–2 Elliot Slessor - Sam Craigie 3–2 Fan Zhengyi - Sam Craigie 3–2 Pang Junxu - Kyren Wilson 3–2 Ricky Walden | - Sam Craigie 3–0 Joe O'Connor - Ricky Walden 1–3 Fan Zhengyi - Kyren Wilson 1–3 Joe O'Connor - Pang Junxu 3–1 Fan Zhengyi - Elliot Slessor 1–3 Sam Craigie - Kyren Wilson 0–3 Pang Junxu - Elliot Slessor 3–2 Ricky Walden |

### Tableau
| Pos. | Joueur         | J | G | P | Mp | Mc | D  |                                              |
| ---- | -------------- | - | - | - | -- | -- | -- | -------------------------------------------- |
| 1    | Pang Junxu     | 6 | 4 | 2 | 14 | 8  | +6 | Qualification pour les play-offs du groupe 6 |
| 2    | Sam Craigie    | 6 | 4 | 2 | 13 | 11 | +2 | Qualification pour les play-offs du groupe 6 |
| 3    | Kyren Wilson   | 6 | 4 | 2 | 13 | 13 | 0  | Qualification pour les play-offs du groupe 6 |
| 4    | Elliot Slessor | 6 | 3 | 3 | 13 | 12 | +1 | Qualification pour les play-offs du groupe 6 |
| 5    | Joe O'Connor   | 6 | 3 | 3 | 11 | 11 | 0  | Qualification pour le groupe 7               |
| 6    | Fan Zhengyi    | 6 | 2 | 4 | 12 | 14 | -2 | Élimination de la compétition                |
| 7    | Ricky Walden   | 6 | 1 | 5 | 8  | 15 | -7 | Élimination de la compétition                |

### Play-offs
|  | Demi-finales au meilleur des 5 manches | Demi-finales au meilleur des 5 manches |   |  | Finale au meilleur des 5 manches | Finale au meilleur des 5 manches |  |
|  |                                        |                                        |   |  |                                  |                                  |  |
|  | Pang Junxu                             | 3                                      |   |  |                                  |                                  |  |
|  | Elliot Slessor                         | 2                                      |   |  |                                  |                                  |  |
|  |                                        |                                        |   |  | Pang Junxu                       | 0                                |  |
|  |                                        | Kyren Wilson                           | 3 |  |                                  |                                  |  |
|  | Sam Craigie                            | 2                                      |   |  |                                  |                                  |  |
|  | Kyren Wilson                           | 3                                      |   |  |                                  |                                  |  |

## Groupe 7
Ces rencontres se déroulent du 28 au 29 février 2024. Tous les matchs sont disputés au meilleur des cinq manches.

### Matchs
| - Pang Junxu 0–3 Jak Jones - Ronnie O'Sullivan 3–2 Sam Craigie - Ronnie O'Sullivan 3–2 Elliot Slessor - Joe O'Connor 2–3 Jordan Brown - Joe O'Connor 3–0 Sam Craigie - Jak Jones 3–2 Elliot Slessor - Ronnie O'Sullivan 0–3 Jak Jones | - Pang Junxu 3–2 Jordan Brown - Jak Jones 3–0 Sam Craigie - Pang Junxu 0–3 Elliot Slessor - Ronnie O'Sullivan 2–3 Joe O'Connor - Jordan Brown 3–2 Sam Craigie - Pang Junxu 2–3 Joe O'Connor - Jordan Brown 1–3 Elliot Slessor | - Jordan Brown 1–3 Jak Jones - Pang Junxu 3–0 Sam Craigie - Joe O'Connor 2–3 Jak Jones - Elliot Slessor 3–1 Sam Craigie - Joe O'Connor 3–2 Elliot Slessor - Ronnie O'Sullivan w/d–w/o Pang Junxu - Ronnie O'Sullivan w/d–w/o Jordan Brown |

### Tableau
| Pos. | Joueur            | J | G | P | Mp | Mc | D   |                                              |
| ---- | ----------------- | - | - | - | -- | -- | --- | -------------------------------------------- |
| 1    | Jak Jones         | 6 | 6 | 0 | 18 | 5  | +13 | Qualification pour les play-offs du groupe 7 |
| 2    | Joe O'Connor      | 6 | 4 | 2 | 16 | 12 | +4  | Qualification pour les play-offs du groupe 7 |
| 3    | Elliot Slessor    | 6 | 3 | 3 | 15 | 11 | +4  | Qualification pour les play-offs du groupe 7 |
| 4    | Jordan Brown      | 6 | 3 | 3 | 10 | 13 | -3  | Qualification pour les play-offs du groupe 7 |
| 5    | Pang Junxu        | 6 | 3 | 3 | 8  | 11 | -3  | Élimination de la compétition                |
| 6    | Ronnie O'Sullivan | 6 | 2 | 4 | 8  | 10 | -2  | Élimination de la compétition                |
| 7    | Sam Craigie       | 6 | 0 | 6 | 5  | 18 | -13 | Élimination de la compétition                |

### Play-offs
|  | Demi-finales au meilleur des 5 manches | Demi-finales au meilleur des 5 manches |   |  | Finale au meilleur des 5 manches | Finale au meilleur des 5 manches |  |
|  |                                        |                                        |   |  |                                  |                                  |  |
|  | Jak Jones                              | 3                                      |   |  |                                  |                                  |  |
|  | Jordan Brown                           | 0                                      |   |  |                                  |                                  |  |
|  |                                        |                                        |   |  | Jak Jones                        | 0                                |  |
|  |                                        | Joe O'Connor                           | 3 |  |                                  |                                  |  |
|  | Joe O'Connor                           | 3                                      |   |  |                                  |                                  |  |
|  | Elliot Slessor                         | 1                                      |   |  |                                  |                                  |  |

## Groupe des vainqueurs
Ces rencontres se déroulent du 12 au 13 mars 2024. Tous les matchs sont disputés au meilleur des cinq manches.

### Matchs
| - Kyren Wilson 3–2 Stuart Bingham - Mark Selby 3–0 Joe O'Connor - John Higgins 3–2 Stuart Bingham - Neil Robertson 3–0 Chris Wakelin - Mark Selby 1–3 John Higgins - Kyren Wilson 0–3 Neil Robertson - Chris Wakelin 1–3 Joe O'Connor | - Neil Robertson 1–3 Stuart Bingham - Mark Selby 3–0 Kyren Wilson - John Higgins 3–0 Joe O'Connor - Kyren Wilson 3–2 Chris Wakelin - Mark Selby 0–3 Stuart Bingham - John Higgins 2–3 Chris Wakelin - Neil Robertson 2–3 Joe O'Connor | - Kyren Wilson 3–2 Joe O'Connor - Mark Selby 3–1 Chris Wakelin - Mark Selby 3–1 Neil Robertson - John Higgins 3–1 Kyren Wilson - Chris Wakelin 1–3 Stuart Bingham - John Higgins 3–0 Neil Robertson - Stuart Bingham 0–3 Joe O'Connor |

### Tableau
| Pos. | Joueur         | J | G | P | Mp | Mc | D   |                                                           |
| ---- | -------------- | - | - | - | -- | -- | --- | --------------------------------------------------------- |
| 1    | John Higgins   | 6 | 5 | 1 | 17 | 7  | +10 | Qualification pour les play-offs du groupe des vainqueurs |
| 2    | Mark Selby     | 6 | 4 | 2 | 13 | 8  | +5  | Qualification pour les play-offs du groupe des vainqueurs |
| 3    | Stuart Bingham | 6 | 3 | 3 | 13 | 11 | +2  | Qualification pour les play-offs du groupe des vainqueurs |
| 4    | Joe O'Connor   | 6 | 3 | 3 | 11 | 12 | -1  | Qualification pour les play-offs du groupe des vainqueurs |
| 5    | Kyren Wilson   | 6 | 3 | 3 | 10 | 15 | -5  | Élimination de la compétition                             |
| 6    | Neil Robertson | 6 | 2 | 4 | 10 | 12 | -2  | Élimination de la compétition                             |
| 7    | Chris Wakelin  | 6 | 1 | 5 | 8  | 17 | -9  | Élimination de la compétition                             |

### Play-offs
|  | Demi-finales au meilleur des 5 manches | Demi-finales au meilleur des 5 manches |   |  | Finale au meilleur des 5 manches | Finale au meilleur des 5 manches |  |
|  |                                        |                                        |   |  |                                  |                                  |  |
|  | John Higgins                           | 0                                      |   |  |                                  |                                  |  |
|  | Joe O'Connor                           | 3                                      |   |  |                                  |                                  |  |
|  |                                        |                                        |   |  | Joe O'Connor                     | 1                                |  |
|  |                                        | Mark Selby                             | 3 |  |                                  |                                  |  |
|  | Mark Selby                             | 3                                      |   |  |                                  |                                  |  |
|  | Stuart Bingham                         | 0                                      |   |  |                                  |                                  |  |

Arbitre de la finale :  Dave Ford

## Centuries
- 147 (5), 143 (4), 143, 132, 131, 130, 130, 129, 127, 125, 109, 109, 107, 107, 104, 102, 102, 101  John Higgins
- 147 (3), 140 (1), 140, 139, 137, 131, 131, 130, 128, 123, 120, 117, 111, 109, 108, 107, 106, 104, 104, 102, 100  Kyren Wilson
- 147 (7), 139, 139, 132, 114, 109, 106, 100  Joe O'Connor
- 143 (V), 137, 137, 135, 135, 133, 127, 117, 114, 107, 106  Neil Robertson
- 142 (6), 139, 133, 132, 128, 125, 122  Ricky Walden
- 142 (2), 101  Ali Carter
- 141, 122  Pang Junxu
- 140 (1), 110, 105, 103  Chris Wakelin
- 139, 138, 128, 105, 104  Barry Hawkins
- 139, 106  Fan Zhengyi
- 138, 100  Stuart Bingham
- 137, 137, 136, 132, 131, 129, 129, 128, 124, 123, 123, 123, 121, 120, 119, 118, 115, 113, 111, 104, 101  Mark Selby
- 136, 130, 129, 122, 105, 102, 102, 100  Ryan Day
- 134, 133, 115, 112, 105, 105, 100, 100  Elliot Slessor
- 133, 106, 100  Xiao Guodong
- 129, 120, 105  Jak Jones
- 129, 113, 100  Ronnie O'Sullivan
- 128, 104  Tom Ford
- 128  Jimmy Robertson
- 126  Noppon Saengkham
- 122, 121, 115, 104, 102, 100  Gary Wilson
- 117, 105  Sam Craigie
- 114, 105  David Gilbert
- 109, 107, 104  Matthew Selt
- 105  Jordan Brown

Les meilleurs breaks de chaque groupe figurent en gras avec le groupe entre parenthèses.